# Mount Hood Cycling Classic
La Mount Hood Cycling Classic est une course cycliste sur route par étapes disputée dans la forêt nationale du Mont Hood, aux États-Unis. Elle a été créée en 2003 et fait partie du calendrier de courses national (NRC) d'USA Cycling de 2005 à 2008. En 2008, la course féminine a fait partie du calendrier féminin de l'Union cycliste internationale. Faisant face à des difficultés économiques, l'organisation de la course a décidé de ne plus figurer au calendrier NRC en 2009. En 2010, la course féminine n'a pas lieu. Avec l'arrivée d'un nouveau sponsor, Indie Hops, les organisateurs de la course espèrent réintégrer le calendrier national. La course disparaît après l'édition 2013.

## Palmarès masculin
| Année | Vainqueur         | Deuxième            | Troisième          |
| ----- | ----------------- | ------------------- | ------------------ |
| 2003  | Dylan Sebel       | Russell Stevenson   | Evan Elken         |
| 2004  | Russell Stevenson | Evan Elken          | John Hunt          |
| 2005  | Svein Tuft        | Andrew Bajadali     | John Hunt          |
| 2006  | Nathan O'Neill    | Philip Zajicek      | Scott Moninger     |
| 2007  | Nathan O'Neill    | Philip Zajicek      | Ben Jacques-Maynes |
| 2008  | Rory Sutherland   | Darren Lill         | Ben Jacques-Maynes |
| 2009  | Paul Mach         | Christopher Baldwin | Corey Collier      |
| 2010  | Marc de Maar      | Michael Creed       | Nathaniel English  |
| 2011  | Nathaniel English | Sebastian Salas     | Stefano Barberi    |
| 2012  | Nathaniel Wilson  | Stephen Leece       | Nathaniel English  |
| 2013  | Cameron Cogburn   | Logan Loader        | Robin Eckmann      |

## Palmarès féminin
| Année | Vainqueur       | Deuxième               | Troisième         |
| ----- | --------------- | ---------------------- | ----------------- |
| 2003  | Becky Broeder   | Lisa Magness           | Suz Weldon        |
| 2005  | Leah Goldstein  | Chrissy Ruiter         | Irene Mercer      |
| 2006  | Leah Goldstein  | Alisha Lion            | Mara Abbott       |
| 2007  | Leah Goldstein  | Felicia Gomez Greer    | Kristin Sanders   |
| 2008  | Julie Beveridge | Jeannie Longo-Ciprelli | Leah Goldstein    |
| 2009  | Edwige Pitel    | Leah Goldstein         | Melissa Mcwhirter |